# Gvozdi Szent Miklós pálos kolostor
A Gvozdi Szent Miklós pálos kolostor (horvátul:  Pavlinski samostan sv.Nikole u Gvozdu ) egy pálos kolostorrom Horvátországban, a Károlyváros megyében fekvő Josipdolhoz tartozó Modrus település határában.

## Fekvése
A romok Modrustól délnyugatra a Zenggbe tartó ősi kereskedelmi út mentén (mely mára egyszerű földúttá lett) mélyen az erdőben találhatók.

## Története
A gvozdi kolostort a 14. század közepén, Frangepán János gróf alapította és az adományok eredményeként a 15. század folyamán Horvátország legerősebb pálos közösségé fejlődött. A kolostorban egyes időszakokban akár 80 szerzetes is élt. A pálos feljegyzések szerint, a Szent Miklós kolostor már 1364-ben létezett és más kolostorokhoz hasonlóan, a hitélettel, közélettel, az írásbeliség, beleértve a glagolita írás és a horvát nyelv, valamint a kultúra terjesztésével foglalkozott. Számos glagolita írású oklevél is ehhez a kolostorhoz köthető. A horvát pálos rendtartomámyon belül itt volt a tengermelléki kerület székhelye. A kolostornak voltak birtokai Modrusban, Likában és Veglia (a mai Krk) szigetén is.
A kolostor utolsó írásos említése, bojnai Both András bán oklevelében jelenik meg, melyben mentesíti az itteni pálosokat a harmincad megfizetése alól. A 16. század elején török támadások megrongálták és elnéptelenítették a kolostort. A török fenyegetés megszűnése után, 1699-ben, Matijašić András terciárius vezetésével megkísérelték újjászervezni a kolostori életet. 1705-ben három szerzetes lakott is benne, akik újjáépítették a Szent Miklós kápolnát, valamint kialakítottak pár szobát a Gvozdon keresztülutazók számára. Amikor II. József 1786-ban feloszlatta a pálos rendet a kolostor másodszor is megszűnt. Elhagyott épületei lassan összedőltek. Romjai máig rejtőzködnek az erdő mélyén.

## Leírása
A gvozdi Szent Miklós kolostor ma is Modrus határban, a Zenggbe tartó ősi kereskedelmi út mentén, mélyen az erdőben található. A kolostor helyét ma Kloštarnak nevezik. Az itteni romok arra utalnak, hogy a templomot és a két kerengőt épületek övezték, majd az együttes egészét beillesztették egy szép, és a gazdasági szükségleteket is kielégítő, fallal övezett térbe. A templom meglehetősen nagy volt, és a tetőszéke belülről látható volt. A templom alaprajza gótikára utal. A kolostor épülete nem volt nagy, a kerengőjének mérete hasonlított a többi pálos kolostoréhoz (a mérete nem haladja meg a 10,5x11,5 métert).  Épületei a kerengő északi és keleti oldalán helyezkedtek el (a déli oldalon a templom állt), de keleten volt a sekrestye, a kápolna (káptalan terem), és még egy helyiség is.
A kolostortemplom meglehetősen nagy volt, azonban a hajó egyetlen pilaszterén kívül más részlete nem maradt fenn. A pilaszterek elhelyezése (a tengelytávolságuk 320 cm-t, azaz 10 lábat tesz ki), valószínűleg a tetőszerkezet csomópontjainak felelt meg. A tetőszerkezet kialakítása belülről látható volt. A szentélyzáródás tipikusan gótikus, ám szabálytalan kialakítású, mivel a három oldala között 10, 20, 30 cm-es eltérések mutatkoznak. A szentély északkeleti oldala 232 cm hosszú, a keleti oldala 210 cm, a délkeleti oldala 220 cm. A szentély kelet felé enyhén szűkül. Nem maradt nyoma, hogy a szentély boltozott lett volna, ablaknyílásokra utaló maradványok sem kerültek elő, melyek valószínűleg kicsinyek és ritkásan elhelyezettek voltak, s valószínűleg a parapet is jó magasan lehetett.
A kolostornak az út melletti, nyugati oldala pusztult el a leginkább, így a templom nyugati homlokzatán csak feltételezhetjük egy harangtorony létét. A kolostor épületeitől északra még egy kerengő volt, melynek három oldalát épületekkel övezték. A kolostor egyes épületeinek emelete is lehetett. Ezt megerősítheti a második kerengő északi oldalán álló épület egy íves részlete is, mely egy csigalépcsőre emlékeztet. A kolostor falaitól keletre és délre láthatók még a gazdasági együttest övező kerítésfal nyomai. A kerítéssel övezett terület elegendő volt, hogy benne elhelyezzék a kertet, a műhelyeket, a raktárakat és egyéb gazdasági épületeket. A legmagasabb falszakasz a templom északi, a szentély és a hajó találkozásában lévő falcsonkja ma is 5 méteres magasságban áll. Az egyéb épületek maradványai 1-1,8 m magasságik állnak. A sűrű növényzet miatt a helyiségek egykori kiosztása már nem meghatározható.